# Цвят на минералите
Цветът на всяко вещество зависи от неговата способност избирателно да поглъща или отразява светлинни вълни с определена дължина от състава на сложния бял цвят. Това се отнася и за цвета на минералите. Всеки от тях се характеризира с цвят, който показва какъв е химическия му състав и при какви физически условия е образуван. Той е от изключителна важност за декоративните и скъпоценни камъни, които дължат част от красотата си именно на цвета. Цветът на един минерал, заедно с цвета на чертата и неговата твърдост са първите показатели, по които се прави бързото му диагностициране.

## От какво зависи цветът на минералите
Цветът на минералите зависи от техния химичен състав, кристалната им структура и много често – от наличието на примеси от други вещества. Той е характерен белег за минералите с постоянен цвят, но много често един и същи минерал може да има различни нюанси и дори различни цветове, т.е. цветът трябва да се приема като едно тяхно променливо свойство. Затова диагностицирането им по цвят трябва да става изключително внимателно. От друга страна цветът на един минерал е прост и удобен начин да се определи какъв точно е той. Първично диагностициране по цвят може да се приложи главно към някои от минералите с метален блясък и по-рядко към тези с неметален. Например пиритът винаги е жълт, галенитът – оловносив, арсенопиритът – сребристобял. При други минерали с метален или полуметален блясък играта на цветовете може да попречи да се определи точния цвят. Това се отнася за повечето медни минерали, особено за борнита, който понякога е наричан „паунова руда“ заради синьо-зелените нюанси, които бързо трептят по току-що отчупена повърхност. От друга страна, съществуват и медни минерали с постоянен и добре известен цвят като зеленият малахит и синият азурит.
Съвсем условно, според цвета си минералите могат да бъдат разделени на няколко групи – кафяви и оранжеви, пурпурни и розови, зелени и сини, жълти и безцветни.
Цветът на един минерал може да бъде различен в зависимост от дебелината на изследвания обект. Цветовете на минерала в масивна проба и в тънък слой обикновено не съвпадат. В масивната проба цветът се обуславя от сумарния ефект на лъчите – както от отразените от повърхността, така и от онези, проникнали на известна дълбочина във вътрешността му. Цветът в тънка пластина зависи изключително от избирателното поглъщане на лъчите, преминаващи през нея.
Минералите могат да бъдат прозрачни или непрозрачни в зависимост от това каква част от светлинните лъчи, попаднали върху минерала се отразяват и каква част преминават през него. Когато част от светлината се поглъща от минерала, той е оцветен в зависимост от естеството на преминалите през него лъчи. Връзката между интензитета на светлината, падаща върху минерала и този на преминаващата през него се изразява чрез формулата:
I = I0.e-kd
I – интензитетът на светлината, преминаваща през минерала

I0 – интензитетът на светлината, попадаща върху минерала

d – разстоянието, което преминава светлината през минерала

k – коефициент на поглъщане

e = 2,718 – основата на естествените логаритми (Неперово число)
Когато част от светлинните лъчи се поглъщат от минерала, той приема цвета, който допълва погълнатите лъчи до бял цвят. Ако един минерал например е зелен, от това следва, че съдържа вещества, които поглъщат червения цвят, тъй като той е този, който допълва зеления до получаване на бял цвят. Когато един минерал е на тънък слой, цветът му обикновено е зелен, зелено-кафяв до кафяв. Черните минерали (като правило това са руди), поглъщат всички видими лъчи от спектъра на светлината, а безцветните пропускат, или поглъщат съвсем малко от лъчите на видимия спектър.

## Хромофори
Хромофори се наричат химичните елементи, чиито йони се отличават с избирателно поглъщане на светлината.) Те предизвикват поглъщане на светлинните лъчи, преминаващи през минералите и стават причина за съответстващо на всеки химичен елемент оцветяване. Такива елементи са желязото, хромът, манганът, никелът, титанът, медта, уранът и др. В превод думата хромофор означава носител на цвят. Например тъмновиолетовият аметист дължи цвета си на незначителни количества от желязо в кварца, плътният зелен цвят на изумруда е свързан с ниското съдържание на хром в берила и т.н.
От съществено значение е и валентността на тези елементи в състава на минерала. Например Fe3+ придава различни нюанси на жълт до червен цвят, Fe2+ обуславя зелен цвят, или въобще се държи като неоцветяващ йон. При съчетание на двата йона минералът добива син до черен цвят. Следните химични елементи, едни от най-разпространените хромофори в природата, със съответната валентност придават строго определен цвят на минералите:
Fe3+ – червено-кафяв (сидерит FeCO3, лимонит Fe2O3.nH2O, хидрогетит FeO(OH).nH2O)

Fe2+ – зелен (анапаит Ca2Fe2.[PO4]2.4H2O)

Mn3+ – розов (родонит Mn5Si5O15)

Cr3+ – зелен (уваровит Ca3Cr2[SiO4]3) и червен (рубин Al2O3), когато съдържа хромни окиси и в зависимост от количеството им

Cr6+ – оранжев (крокоит Pb[CrO4])

Cu2+ – зелен (малахит Cu2[CO3](OH)2) и син (азурит Cu3[CO3]2(OH)2, в зависимост от количеството кристализационна вода

Co2+ – розов (еритрин CoO3[AsO4]2.8H2O)

Ni2+ – зелен и жълт (гарниерит Ni[Si4O10](OH)4.4H2O)

Ti4+ – син (сапфир Al2O3), в присъствие на хидроксилни йони и желязо

## Видове минерали според типа цвят
- Прозрачни минерали – един минерал е прозрачен или безцветен, когато светлината минава през него без поглъщане, или поглъщането е толкова малко, че не може да бъде забелязано с просто око.[2]
- Минерали с повърхностен (отражателен) цвят – металите и повечето сулфидни минерали абсорбират светлината напълно и остават непрозрачни, дори и при много тънки пластинки.[2]
- Минерали, показващи плеохроизъм – това са минералите, които имат избирателно поглъщане на светлинните лъчи в различните посоки, което рефлектира в промяна на цвета им, погледнати под различен ъгъл. Минералите, които кристализират в тетрагонална, хексагонална и тригонална сингония и са частично поглъщащи, показват различна степен на поглъщане на светлината по посока на главната кристалографска ос и перпендикулярно на нея. Тези, които кристализират в ниско симетричните сингонии имат различно поглъщане на светлината в три взаимно перпендикулярни посоки.[2] Този тип оцветяване много добре е демонстриран при биотита, амфибола, егирина, турмалина и др.[5]
- Стереохроматични минерали – минерали, които не съдържат хромофори, но въпреки това имат някакъв цвят, който се дължи на особената кристална структура, в която са включени допълнителни аниони, например Cl-, SO42- и т.н. Тези допълнителни аниони създават особен тип цветови центрове.[2] Допълнителната окраска на обикновено безцветни минерали може да възникне в резултат на структурни дефекти (поради незаети позиции на атомите в решетката или поява на чужди йони), които могат да предизвикат селективна абсорбция на определени дължини на вълните в спектъра на бялата светлина.[3] Такъв е минералът лазурит, представляващ природния аналог на ултрамариновата синя боя.[2] На такива светлинни ефекти дължат красотата си рубинът, сапфирът, александритът и др.[3]

## Видове минерали според причината на оцветяване
Разпознават се няколко типа минерали в зависимост от причината, която предизвиква оцветяването им:
- Идиохроматни минерали – към тази група спадат минералите, които дължат естественото си оцветяване на химичния си състав или кристална структура.[2][7]
- Алохроматни минерали – такива, чието оцветяване не зависи от химическата природа на минерала, а е причинено от различни примеси. Тези примеси могат да бъдат органични или неорганични, разнообразни по състав, размер и начин на включване в минерала.[2][7] При един и същи минерал, в зависимост от тези показатели, могат да се получат различни цветове, дори той в чисто състояние да е напълно безцветен.[2] Често незначително количество от примеси дава интензивна окраска на минерала. Към тези примеси се отнасят кафявите хидрооксиди на желязото, мангана и др.[7] Например слабо, разсеяно включване на халит в състава на кварца му придава червен цвят. Включеният в кварца хлорит води до зеленото му оцветяване.[3] Халитът например е безцветен, но може да се срещне с жълто, червено, кафяво, синьо оцветяване. Някои от тези цветове се дължат на примеси, а други – на въздействие на радиоактивно лъчение.[2] В резултат на такова облъчване с K40, Rb87 се дължи синята окраска на халита.[6] Често минерали с един и същи състав имат различни наименования в зависимост от примесите и съответно придобития цвят. Например кварц, оцветен в златисто носи името цитрин, в черно – морион, във виолетово – аметист, в бледосиво – опушен кварц.[4]
- Псевдохроматни минерали – това са минерали, чието оцветяване се предизвиква от интерференцията или дифракцията на светлината, попаднала в тях. Те могат да предизвикат два типа явления:[2]

- Опалесценция – игра на цветовете. Това явление се наблюдава например при опала и носи неговото име.
- Лабрадоризация – преливане на цветовете. Най-ярък пример е лабрадорът, при който цветовете преминават от синята в зелената гама и обратно.

## Степен на диспергираност
Степента на диспергираност на минералите също се отразява върху техния цвят. Когато се стрият оцветените минерали, обикновено стават много по-бледи, докато прозрачните придобиват бял цвят, а пълно поглъщащите стават черни, например злато, сребро, платина. В зависимост от степента на диспергираност един и същи минерал може да има различни цветове. Например хематитът (Fe2O3) по тази причина може да придобие черен, червен или жълт цвят.

## Черта на минерала
Всеки минерал се характеризира с т.нар. черта. Понятието се среща задължително при описанието на характеристиките на различните минерали. Това е цветът на следата, който той оставя върху негледжосана порцеланова плочка. Цветът на чертата отговаря напълно на цвета на минерала при стриване на прах. Например минералът флуорит може да има различни цветове, но неговата черта винаги е бяла.

## Изследване на цвета
Изследването на цвета на минералите става със специални спектрографи, като се изучават кривите на спектралното поглъщане на светлината. Кривите на поглъщане за различните химични елементи, влизащи в състава на минерала, са различни. Те зависят и от особеностите на атомите, които обкръжават хромофорите. Уточняването на цвета става обикновено по скалата на Осуалд.
При описване цвета на минералите обикновено се използва физическата скала на цветовете в съчетание с битовата.
Физическа скала: червено, оранжево, жълто, зелено, синьо, виолетово; допълнително: бяло, сиво, черно, пурпурно, кафяво.
Битовата скала обединява добре познатите на всички: вишнев, ябълков, меден и т.н. Тези цветове често се ползват за уточнение на нюанса на основния цвят на минерала, например вишнево-червен, оловно-сив, златисто-жълт и т.н.